# Tysjöarnas naturreservat
Tysjöarna är ett naturreservat i Krokoms och Östersunds kommun beläget strax norr om Östersund. I reservatet finns två sammanbundna kalksjöar omgivna av stora blekefält (ett slags kalklera), och här rastar flyttande sjöfåglar och vadare i stort antal om våren. År 1974 blev området ett fågelskyddsområde och 2013 ett naturreservat.

## Fåglar

### Norra sjön
På våren efter att isen har gått upp kommer sångsvan och trana. I slutet av april är det fullt med fåglar i det norra området. Andra fåglar som kan synas är vigg och knipa. I maj dyker också dvärgmås upp. Häckfåglar som gräsand, bläsand, kricka och knipa finns också. Andra fåglar är svarthakedopping, kanadagås, sothöna, fiskmås, gråtrut och fisktärna. Skedand har dykt upp på senare tid med ett eller två par, likaså tofsvipa och rödbena.

### Södra sjön
På sommaren torkar den södra sjön ut men innan dess fungerar den som rastlokal för vadare, som tofsvipa, storspov och brushane. Lite senare dyker rödbena, gluttsnäppa och framåt maj mindre och större strandpipare samt kärrsnäppa. I mitten av maj och början av juni är det som mest aktivitet då man kan hitta fåglar som myrsnäppa, mosnäppa och småsnäppa. I Semsån som avvattnar sjön återfinns ibland knipa och skogssnäppa. Vid sidan om stigen som går från Lugnviks industriområde finns det buskskvätta och ärtsångare i Enemarkerna.

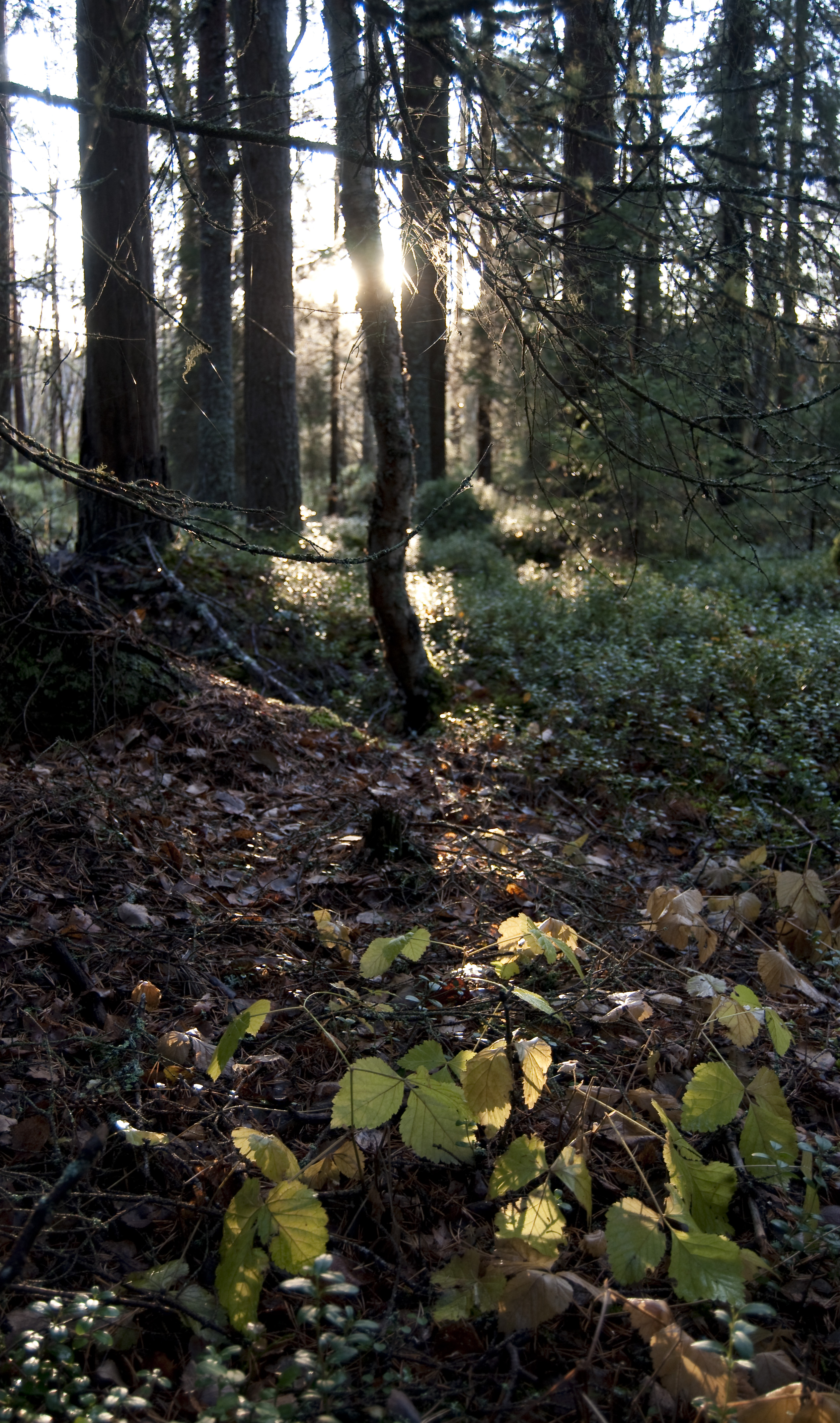
Skogsområdet bredvid reservatet.

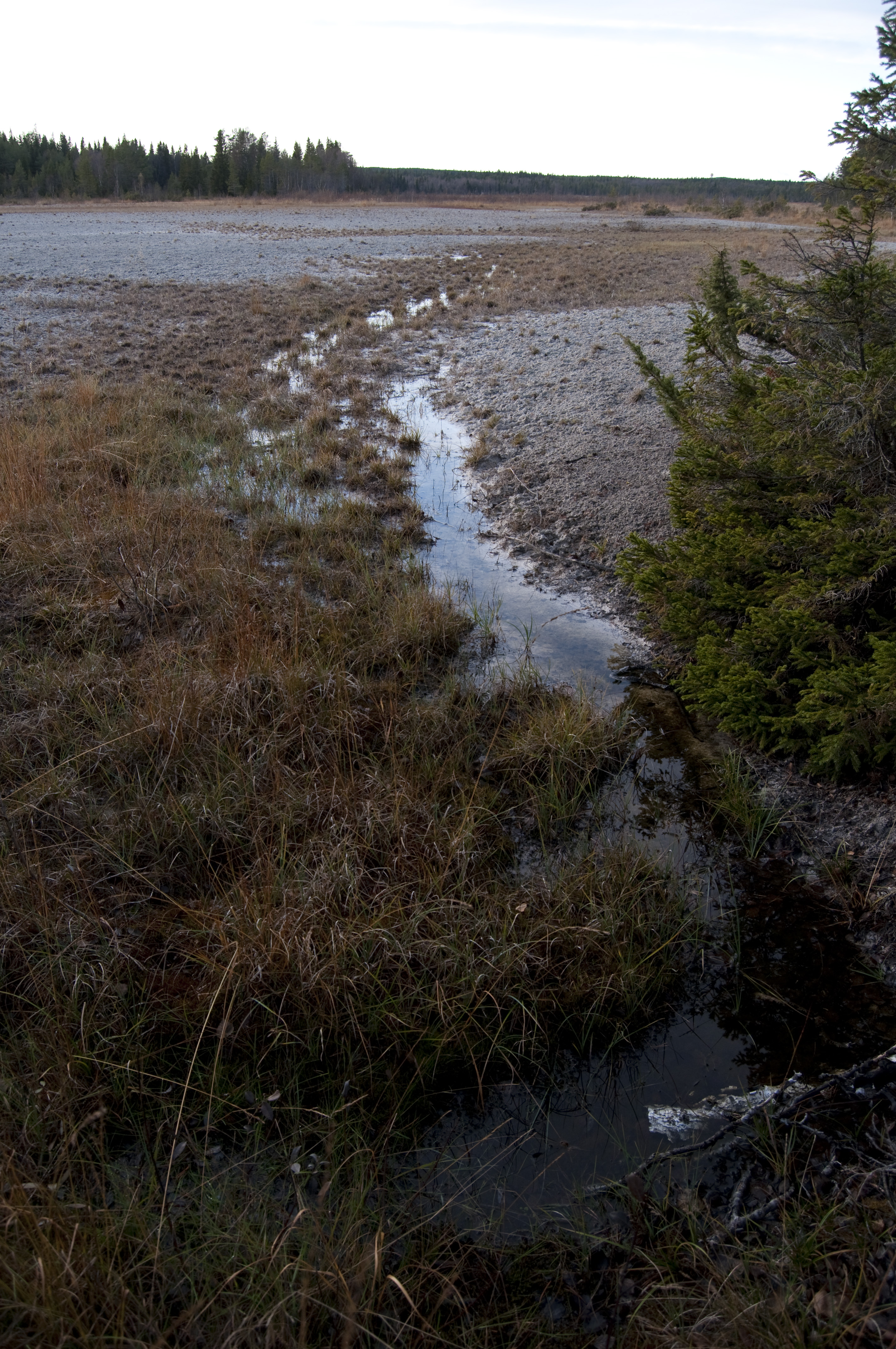

## Tillgänglighet
Tre fågeltorn finns inom reservatet. Två av dem finns vid norra sjön. Till ett av dem leder det en lång träramp som passar även för barnvagnar och rullstolar. Rampen går över gamla myrodlingar och odlingsmarker. Om man har tur kan man få syn på lappuggla, tättingar och beckasiner. För att nå det andra tornet finns det en markerad stig som är 500 meter lång. Runt hela området går det en stig som är ca 7 km lång.

## Övrigt
För att skydda fåglarna under häckningstid är det förbjudet att beträda blekeområdena samt att medföra okopplad hund mellan 15 april - 31 juli varje år.